# Erie County, New York
Erie County är ett administrativt område i delstaten New York, USA, med 919 040 invånare. Den administrativa huvudorten (county seat) är Buffalo.

## Geografi
Enligt United States Census Bureau har countyt en total area på 3 178 km². 2 705 km² av den arean är land och 473 km² är vatten. 

### Angränsande countyn
- Niagara County, New York - nord
- Wyoming County, New York - öst
- Genesee County, New York - öst
- Cattaraugus County, New York - syd
- Chautauqua County, New York - sydväst
- gränsar mot Kanada i nordväst

### Städer och samhällen
- Akron
- Alden
- Amherst
- Angola
- Aurora
- Blasdell
- Boston
- Brant
- Buffalo (huvudort)
- Cheektowaga
- Clarence
- Colden
- Collins
- Concord
- Depew
- East Aurora
- Eden
- Elma
- Evans
- Farnham
- Gowanda
- Grand Island
- Hamburg
- Holland
- Kenmore
- Lackawanna
- Lancaster
- Marilla
- Newstead
- North Collins
- Orchard Park
- Sardinia
- Sloan
- Springville
- Tonawanda
- Wales
- West Seneca
- Williamsville